# Dadamagatta, Sidlaghatta
Dadamagatta là một làng thuộc tehsil Sidlaghatta, huyện Kolar, bang Karnataka, Ấn Độ.